# Marea Irlandeză
Marea Irlandei este o mare care ține de Oceanul Atlantic și este situată între Irlanda și Marea Britanie. Nu depășește adâncimea de 150 de metri (cu excepția fosei din Canalul de Nord) și este delimitată la sud de Canalul St. George (între Capul Carnsore în Irlanda și Capul St. David în Țara Galilor), iar la nord de Canalul de Nord (North Channel), care separă Irlanda de Nord de Peninsula Kintyre din Scoția. Corespunde zonei VII în liste zonelor marine ICES.

## Clima
Clima este limitată între -5 grade iarna și +25 grade maxim vara, moderată în jurul valorii de 16-19 grade Celsius, umedă datorita curenților de aer aduși dinspre Oceanul Atlantic.

## Geografia
Marea Irlandeză este relativ caldă având în vedere latitudinea la care se află. Ea comunică cu Marea Celtică prin intermediul Canalul St. George. Insulele situate în Marea Irlandei sunt Insula Man și Insula Anglesey. 

## Economia
În Marea Irlandei se află importante rezerve de petrol și gaze naturale.